# Deutscher Fernsehpreis/Bestes Factual Entertainment
Mit dem Deutschen Fernsehpreis werden Fernsehsendungen des Genres Dokutainment seit 2016 unter der Kategorie Bestes Factual Entertainment geehrt. Zwischen 2010 und 2014 wurden sie ebenfalls in einer eigenständigen Kategorie geehrt, jedoch wurde der Titel der Kategorie jedes Jahr geändert.

## Geschichte
Im Rahmen der Reform der Preisvergabe 2009/10 wurde unter anderem aufgrund der wachsenden Bedeutung von Dokutainment-Formaten in deutschen Fernsehprogrammen eine eigenständige Kategorie angekündigt. Während die erste Verleihung im Jahre 2010 sowie 2014 unter dem Titel Bestes Dokutainment erfolgte, wurde sie 2011 unter Beste Unterhaltung Doku und ab 2012 unter Beste Unterhaltung Doku / Dokutainment verliehen. Nach der Auflösung des Preises 2014 und der Neugründung 2015/16 werden Dokutainment-Formate seit 2016 unter dem Titel Bestes Factual Entertainment geehrt.
Jedes Jahr wird von drei Nominierungen ein Preisträger bestimmt. Der erste Preisträger war RTLs Rach, der Restauranttester und Rachs Restaurantschule, die beim Deutschen Fernsehpreis 2010 ausgezeichnet wurden. Der bisher letzte Preisträger, der 2024 geehrt wurde, ist die im ZDF ausgestrahlte Dokumentation Buchstäblich leben! von Sabine Heinrich.

## Statistik
Die folgende Tabelle ist eine Aufzählung von Rekorden der häufigsten Nominierten und Preisträger in der Kategorie Bestes Factual Entertainment seit 2010. Die Preisträger und Nominierten in den anderen Kategorien werden hier nicht mitgezählt.
| Statistik                          | Serie                | Anzahl | Jahr                     |
| ---------------------------------- | -------------------- | ------ | ------------------------ |
| Häufigste Auszeichnung             | Kitchen Impossible   | 2      | 2017, 2018               |
| Häufigste Nominierungen (* = Sieg) | Kitchen Impossible   | 4      | 2017*, 2018*, 2020, 2022 |
| Häufigste Nominierung ohne Sieg    | Das Jenke-Experiment | 2      | 2014, 2016               |

Die meisten Siege bezüglich den auftraggebenden Fernsehsender besitzt der Fernsehsender Vox mit acht Auszeichnungen.

## Preisträger und Nominierte
Die folgende Tabelle, geordnet nach Jahrzehnten, listet alle Preisträger und Nominierte auf.

### 2010er
| Jahr                                   | Preisträger                                           | Sender     | Nominierung                                                                                                 |
| -------------------------------------- | ----------------------------------------------------- | ---------- | --- |
| Bestes Dokutainment                    |                                                       |            | |
| 2010                                   | - Rach, der Restauranttester - Rachs Restaurantschule | RTL        | Raus aus den Schulden (RTL) Sido geht wählen (ProSieben)                                                    |
| Beste Unterhaltung Doku                |                                                       |            | |
| 2011                                   | Stellungswechsel: Job bekannt, fremdes Land           | Kabel Eins | Goodbye Deutschland – Die Auswanderer (Vox) Der Wettlauf zum Südpol: Deutschland gegen Österreich (ZDF/ORF) |
| Beste Unterhaltung Doku / Dokutainment |                                                       |            | |
| 2012                                   | Cover My Song                                         | Vox        | Entweder Broder – Die Deutschland-Safari (ARD/HR/BR/SR) Der V.I.P. Hundeprofi (Vox)                         |
| 2013                                   | Auf der Flucht – Das Experiment                       | ZDFneo     | Berlin – Tag & Nacht (RTL II) Shopping Queen (Vox)                                                          |
| Bestes Dokutainment                    |                                                       |            | |
| 2014                                   | Shopping Queen                                        | Vox        | Das Jenke-Experiment (RTL) Schulz in the Box (ProSieben)                                                    |
| Bestes Factual Entertainment           |                                                       |            | |
| 2016                                   | Die Höhle der Löwen                                   | Vox        | Das Jenke-Experiment (RTL) Kessler ist … (ZDF/ZDFneo)                                                       |
| 2017                                   | Kitchen Impossible                                    | Vox        | Bares für Rares (ZDF) Die Höhle der Löwen (Vox)                                                             |
| 2018                                   | Kitchen Impossible                                    | Vox        | Dein Song (KiKA/ZDF) Feuer & Flamme – Mit Feuerwehrmännern im Einsatz (WDR)                                 |
| 2019                                   | Bares für Rares                                       | ZDF        | First Dates – Ein Tisch für zwei (Vox) Ich, einfach unvermittelbar? (Vox)                                   |

### 2020er
| Jahr | Preisträger                                                                | Sender           | Nominierung                                                                                              |
| ---- | -------------------------------------------------------------------------- | ---------------- | --- |
| 2020 | Wir sind klein und ihr seid alt                                            | Vox              | Hochzeit auf den ersten Blick (Sat.1) Kitchen Impossible (Vox)                                           |
| 2021 | Showtime of my Life – Stars gegen Krebs                                    | Vox              | Altes Haus sucht Mitbewohner (Vox) Unvergesslich – Unser Chor für Menschen mit Demenz (ZDF)              |
| 2022 | - Don’t Stop the Music - Don’t Stop the Music Kids                         | - ZDF - KiKA/ZDF | Herr Raue reist! So schmeckt die Welt (MagentaTV) Kitchen Impossible (Vox)                               |
| 2023 | Zum Schwarzwälder Hirsch – eine außergewöhnliche Küchencrew und Tim Mälzer | Vox              | BesserEsser – Lege packt aus (ZDFinfo) Roadtrip Amerika – Drei Spitzenköche auf vier Rädern (Kabel Eins) |
| 2024 | Buchstäblich leben!                                                        | ZDF              | Mälzer und Henssler liefern ab! (Vox) Star Kitchen mit Tim Raue (Prime Video)                            |